# Дирнбах, Зора
Зора Дирнбах (хорв. Zora Dirnbach; 22 августа 1929, Осиек — 19 апреля 2019, Загреб) — хорватская журналистка и писательница еврейского происхождения.

## Биография
Родилась в Осиеке 22 августа 1929 года в семье еврея и австрийской католички, принявшей иудаизм в 1922 году. Она воспитывалась вместе со своей сестрой Гертрудой .
Зора Дирнбах изучала историю искусств на философском факультете Загребского университета. С 1949 года Дирнбах работала журналистом и редактором культурного отдела в ежедневных газетах и на Радио Загреб. С 1958 года она работала драматургом на первом канале Радио Загреб, а с 1963 по 1991 года — драматургом и редактором телевизионной драматической программы на Радио-Телевидение Загреб (ныне Хорватское Радиотелевидение). Дирнбах была автором трёх сценариев художественных фильмов, более десятка радиопьес, телевизионных фильмов, двух сериалов, адаптации и перевода большого количества радио— и телевизионных драм. В качестве ассоциированного преподавателя Дирнбах в течение нескольких лет преподавала телевизионную драматургию в Академии драматического искусства Загребского университета.
Она написала несколько романов и сборников рассказов. Всю свою жизнь Дирнбах вдохновлялась трагедией Шоа, личной и семейной трагедией. Она внесла неоценимый вклад в еврейскую общину Хорватии. Принимая активное участие в работе совета еврейской общины Загреба, она возглавляла Комитет по информации в совете .
Хотя Дирнбах была крещена своей семьей во время Второй мировой войны в попытке спасти свою жизнь, она считала себя хорватской атеисткой-еврейкой. Её мать и сестра пережили Холокост, хотя многие члены её семьи не пережили. Она умерла 19 апреля 2019 года.